# Francesc Ros i Murtra
|  | Aquest article tracta sobre el boxejador català. Si cerqueu el jesuïta català, vegeu «Francesc Ros». |

Francesc Ros i Murtra (Barcelona, 2 de maig de 1907 - ?) fou un boxejador català de la dècades de 1920 i 1930.
De la mà de l'exboxejador Àngel Artero, començà a entrenar al Punching Ball Club del barri de Gràcia. Debutà com a púgil el 1924 i el mateix any passà al professionalisme. Conegut com el tulipà, formà part dels anomenats tres mosqueters de Gràcia, juntament amb Josep Gironès i Carles Flix. El 1927 es proclamà campió d'Espanya de pes wèlter, i el 1932 i de pes mitjà. El 1926 ja havia guanyat el Campionat de Catalunya de pes wèlter. Com a professional, disputà 72 combats, amb un balanç de quaranta-set victòries, vuit nuls i disset derrotes. El 1935 disputà el seu últim combat. El 26 de març de 1929, en un combat a l'Olympia, situat a la Ronda de Sant Pau de Barcelona, va obtenir una victòria molt amarga. Quan va sonar la campana del final del desè i darrer assalt, el seu contrincant, Luis Perazzio, va quedar inconscient i no es va despertar mai més. Profundament afectat, Ros va abandonar els combats durant un temps ben llarg.
Durant la guerra del 36, se sap que va estar al Front d'Aragó. Posteriorment va anar a parar a un camp de concentració, però no se sap on va morir ni en quines circumstàncies.